# 宇佐警察署
宇佐警察署（うさけいさつしょ）は、大分県警察が管轄する警察署の一つである。

## 沿革
- 1967年（昭和42年） - 四日市警察署と長洲警察署が統合されて宇佐警察署となる。
- 1992年（平成4年） - 現在地に新築移転。新庁舎は宇佐神宮をイメージしたもの。

## 交番・駐在所
- 四日市交番 - 宇佐市大字四日市1359-2
- 長洲交番 - 宇佐市大字長洲696-2
- 糸口警察官駐在所 - 宇佐市大字下時枝567-3
- 天津警察官駐在所 - 宇佐市大字下敷田360-1
- 長峰警察官駐在所 - 宇佐市大字大根川280-2
- 宇佐警察官駐在所 - 宇佐市大字南宇佐2143-10
- 岩崎警察官駐在所 - 宇佐市大字岩崎1216-3
- 両川警察官駐在所 - 宇佐市院内町櫛野11-2
- 院内警察官駐在所 - 宇佐市院内町原口445-6
- 安心院警察官駐在所 - 宇佐市安心院町下毛2225-9
- 津房警察官駐在所 - 宇佐市安心院町六郎丸348-2

## アクセス
- 大交北部バス 宇佐市役所前停留所下車
- JR九州日豊本線 柳ヶ浦駅から約4km

## 主な未解決事件
- 宇佐市四日市男性殺人事件[1]